# 德沃良卡 (多馬尼夫卡區)
47°25′6″N 30°55′25″E / 47.41833°N 30.92361°E
德沃良卡（烏克蘭語：Дворянка），是烏克蘭南部的村莊，隸屬尼古拉耶夫州的沃茲涅先斯克區。該村面積0.33平方公里，海拔高度82米，2001年人口31，人口密度每平方公里93.9人。